# Queen's Medical Centre

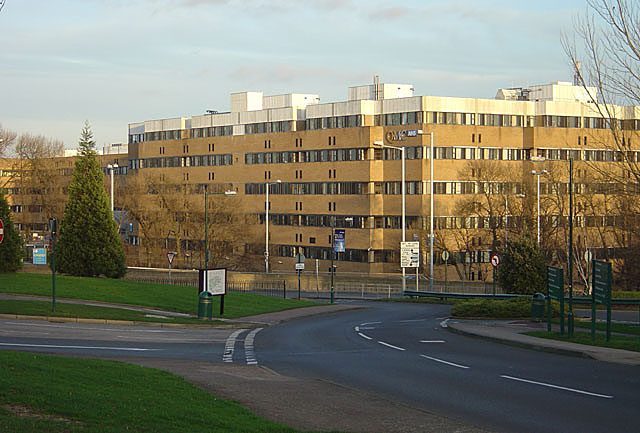
El Queen's Medical Centre (QMC), en Reino Unido.

El Queen's Medical Centre, popularmente conocido por sus siglas QMC ocomo Queen's Med, es un hospital de la red del sistema público sanitario del Reino Unido (National Health Service).
Está situado en la ciudad de Nottingham, Inglaterra. Se trata del hospital más grande de todo el Reino Unido y el mayor hospital universitario de Inglaterra. Fue oficialmente inaugurado por la Reina Isabel II el 28 de julio de 1977 y el primer paciente fue ingresado en 1978. En la actualidad tiene más de 1300 camas y da trabajo a una plantilla de más de 6000 personas. 